# Jensen 541R
Jensen 541R — спортивний автомобіль, що виготовлявся британською компанією Jensen Motors у 1957—1960 рр.
На Лондонському автосалоні у 1953 р. представили прототип Jensen 541 з кузовом з алюмінієвого сплаву. Однак у серійне виробництво потрапили автомобілі з склопластиковим кузовом. Нову модель схвально описували у багатьох тодішніх журналах, зокрема у Autocar, тестувальники якого розвинули швидкість у 125 миль/год (201 км/год). Jensen 541 став найшвидшим чотиримісним автомобілем який до того часу тестував журнал.
Jensen 541R комплектувався низькообертовим рядним 6-циліндровим двигуном від Austin Sheerline (з робочим об'ємом 3993 см3). Підвіску запозичили у Austin A70: спереду вона була незалежна пружинна, ззаду — залежна на напівеліптичних ресорах. Модель 541R, представлена у 1957 р. відрізнялась від 541 встановленням рейкового кермового механізму (замість механізму типу черв'як-ролик), дисковими гальмівними механізмами на усіх колесах.
Зовнішній вигляд автомобіля належить дизайнеру компанії «Дженсен» Еріку Нілу (Eric Neale). Екстер'єр Jensen 541 вважали не тільки привабливим але й аеродинамічним. Коефіцієнт лобового опору становив всього 0,39 — найменше значення з-поміж моделей Jensen. Кузов кріпився до рами, виконаної з 5-дюймових (12,7 см) труб, поперечин та різних штампованих деталей.
Модель 1957 р. комплектувалась двигуном DS7 від Austin Sheerline. Агрегат з робочим об'ємом у 4 л мав два карбюратори (з правої сторони). Головку блоку циліндрів змінили для збільшення ступеня стиску до 7,6 одиниць. Завдяки цьому двигун мав більшу максимальну потужність у 150 к.с. (112 кВт) при 4100 об/хв та максимальний обертовий момент у 285 Н·м. Всього було створено 53 такі автомобілі.
Загалом було створено 193 автомобіля Jensen 541R. У 1961 р. їх змінили Jensen 541S, що відрізнялись довшим кузовом, гідромеханічною коробкою передач Rolls Royce (виконаною за ліцензією GM). Останніх виконали 127 автомобілів допоки їх не змінили Jensen С-V8.

## Динамічні характеристики

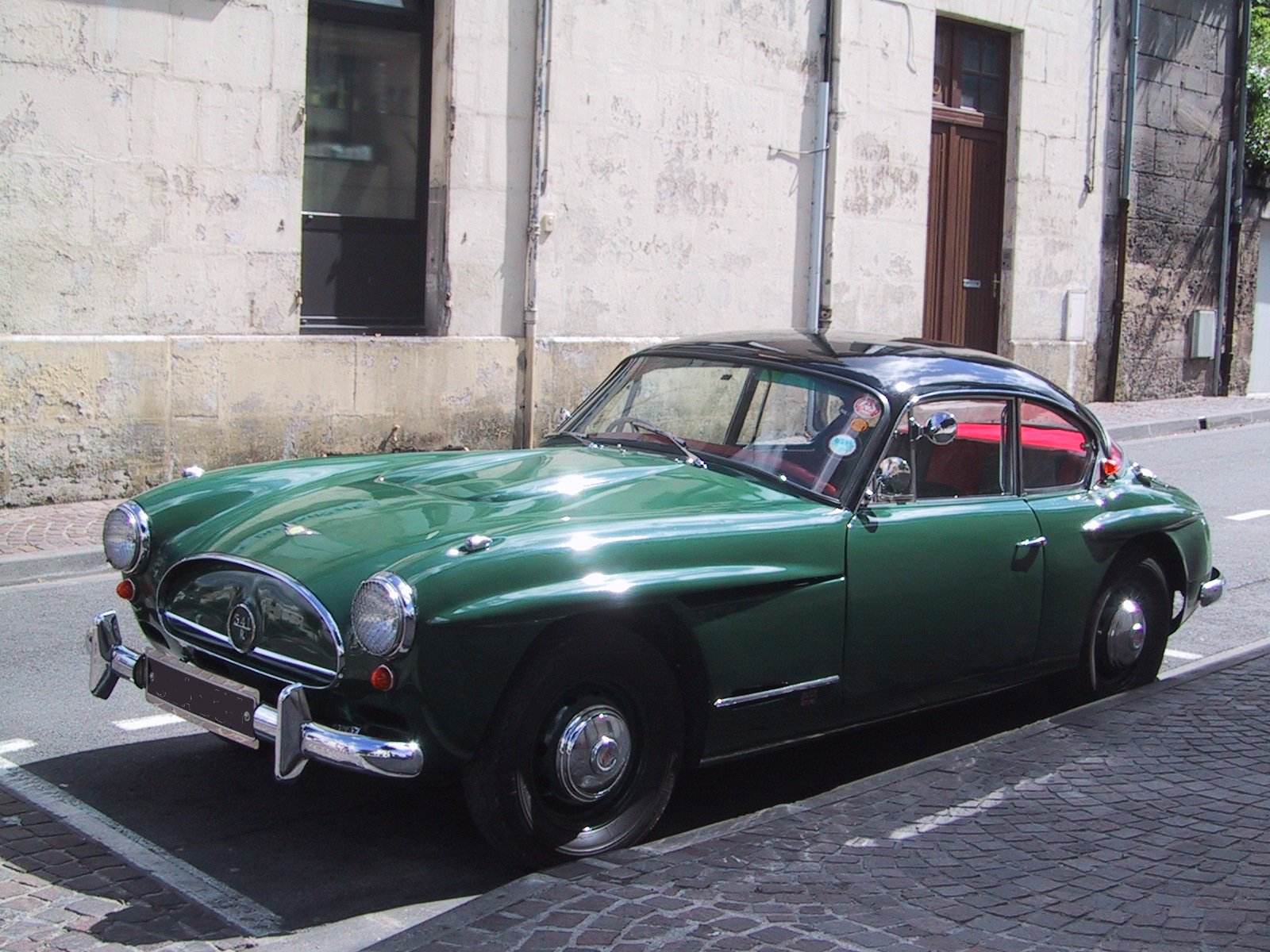
Jensen 541R

Коли у січні 1958 р. Jensen 541R протестував британський журнал Autocar, то він став найшвидшим 4-місним автомобілем, який тестувало видання, досягнувши швидкість у 127,5 миль/год (205,2 км/год). Тест провели у холодних умовах з «жорстким діагональним вітром». Розгін до 60 миль/год (97 км/год) становив 10,6 с, витрата палива — 18 миль на імперський галон (16 л/100 км, 15 миль на американський галон). В цілому витрата палива зазначалась у межах 15–24 миль на імперський галон (19–12 л/100 км, 12–20 миль на американський галон).

## Додаткова література
- Jensen Road Test Book: Jensen Cars 1946–67. Brooklands Books. 2002. ISBN 0-906589-86-X.
- Calver, Richard (1991). A history of Jensen: the chassis data. ISBN 0-646-03563-0.